# Inga leptingoides
Inga leptingoides é uma espécie vegetal da família Fabaceae.
Apenas pode ser encontrada no Suriname.